# ديفيد كوبر (لاعب كريكت)
ديفيد كوبر (1923 - ) هو لاعب كريكت هندي.

## وصلات خارجية
- ديفيد كوبر على موقع إي آس بي آن كريك إنفو (الإنجليزية)